# جورج كارو إيرل توتنتس الأول
جورج كارو، إيرل توتنيس الأول (29 مايو 1555-27 مارس 1629)، المعروف باسم السير جورج كارو بين عامي 1586 و1605 واللورد كارو بين عامي 1605 و1626، خدم في عهد إليزابيث الأولى خلال غزو تيودور لأيرلندا وعين رئيسًا لمونستر. كان مفوض الصلاحية على أعلام النبلاء ومؤلف سجل كارو للأسلحة 1588 المجموعة من الكنائس في ديفونشاير.. إلخ، مع إضافات من مجموعة جوزيف هولاند للأسلحة 1579.

## أصوله
كان كارو ابن الدكتور جورج كارو، عميد وندسور والابن الثالث للسير إدموند كارو، بارون كارو، من موهونس أوتري في أبرشية لوبيت، ديفون، من زوجته كاثرين هدسفيلد، ابنة ووريثة السير ويليام هدسفيلد (توفي عام 1499) من شيلينغفورد سانت جورج في ديفون، المحامي العام لإنجلترا وويلز للملوك إدوارد الرابع (1461-1483) وهنري السابع (1485-1509). كانت والدة جورج آن هارفي (توفيت عام 1605)، ابنة السير نيكولاس هارفي. خلف كارو شقيقه الأكبر السير بيتر كارو (توفي عام 1580)، الذي قتل في أيرلندا عام 1580، وورث مقعد الأسرة في أبتون هيليونز، بالقرب من كريديتون، ديفون، والذي باعه لاحقًا لأحد أفراد الأسرة الشباب.

## بداية مسيرته المهنية
التحق بكلية بيمبروك، أكسفورد، في السنوات بين 1564-1573 وحصل على درجة الماجستير في الآداب عام 1589. في عام 1574، دخل كارو خدمة التاج في أيرلندا في عهد ابن عمه المثير للجدل السير بيتر كارو، وفي العام التالي تطوع في جيش نائب اللورد، السير هنري سيدني. في عام 1576 شغل منصب قائد الحامية العسكرية في ليلين لبضعة أشهر، أثناء غياب شقيقه بيتر، وتم تعيينه نائب حاكم مقاطعة كارلو ونائب شرطي قلعة ليلين. في عام 1577، حصل على معاش تقاعدي صغير لهجومه الشجاع والناجح على المتمرد روري أوجي أومور، الذي كانت قواته تهدد القلعة.

## ترقيته
في عام 1578، تم تعيين كارو قائدًا في البحرية الملكية وقام برحلة مع السير همفري غيلبرت. قاد بين عامي 1579-1580 فوجًا من المشاة الأيرلنديين، ثم فوجًا من سلاح الفرسان، خلال تمرد ديزموند الثاني. عند وفاة شقيقه في معركة غلينمالور، التي أبقاه عمه جاك وينغفيلد بعيدًا عنها، تم تعيينه شرطيًا في قلعة ليلين. بعد ذلك بفترة وجيزة قتل بيديه العديد من الأيرلنديين المشتبه بهم في مقتل شقيقه وتلقى توبيخًا على ذلك من الحكومة.
كان كارو محبوبًا جدًا من الملكة، وسكرتيرها الرئيسي، السير ويليام سيسيل، وابنه، السكرتير لاحقًا، روبرت سيسيل. عُين في عام 1582 حارسًا متقاعدًا نبيلًا للملكة، وفي عام 1583 عمدة كارلو. حصل على لقب الفارس في كنيسة المسيح، دبلن في 24 فبراير 1586، على يد صديقه، السير جون بيرو، نائب اللورد المعين مؤخرًا. كان في المحكمة، في العام نفسه، يمارس الضغط بشأن المسائل الحكومية في أيرلندا. رفض منصب السفير في فرنسا وعاد إلى أيرلندا في عام 1588 ليصبح سيد المدفعية (وهو منصب استقال منه عند تعيينه في منصب قائد فيلق المدفعية في إنجلترا عام 1592). كان حاضرًا عندما تعامل نائب اللورد الجديد، ويليام فيتزويليام، مع المتمردين من أفواج السير جون نوريس في دبلن وتم تعيينه في المجلس في 25 أغسطس 1590.
في مايو 1596، شارك كارو في الرحلة الاستكشافية إلى قادس مع إيرل إسكس، وفي عام 1597 في الرحلة الاستكشافية إلى جزر الأزور وفي نفس العام خلال المحاولة الثالثة لغزو الأسطول الإسباني. بعد فترة وجيزة من انتخابه عضوًا في البرلمان عن كوينبورو، ذهب في عام 1598 إلى فرنسا لفترة وجيزة كسفير في بلاط الملك هنري الرابع بصحبة السكرتير سيسيل. تم تعيينه أمين خزانة في حرب إسكس في أيرلندا في مارس 1599، وعند نهايتها المفاجئة في سبتمبر من نفس العام، تاركةً الجزيرة في حالة من الفوضى، تم تعيينه لورد جاستيس (أو قاضي في محكمة النقض).

## رئيس مونستر
تم تعيين كارو رئيسًا لمونستر في 27 يناير 1600، في ذروة حرب التسع سنوات ووصل مع اللورد ماونت جوي إلى هوث هيد بعد شهر من ذلك. كان يتمتع بسلطات واسعة، بما في ذلك فرض الأحكام العرفية، وبرع في سياسة فرق تسد. التقى خليفة إيرل كلانكارتي، فلورنس ماكارثي، في ربيع ذلك العام، بعد هجوم جائر من قوات الرئاسة على أراضي ماكارثي قبل وصوله. كان حاضرًا كضيف عندما حوصر أومورز إيرل أورموند في مؤتمر تفاوض في نفس العام، وتمكن من الفرار مع إيرل توموند عبر وابل من الخناجر. في هذا الوقت تقريبًا، قمع أنصار إيرل ديزموند، وفي أكتوبر تمت إعادة وريث ديزموند الشرعي، جيمس فيتزجيرالد، إلى اللقب بدرجة محدودة. في أغسطس، قبل كارو تعزيزًا بثلاثة آلاف جندي من إنجلترا، ولكن في مايو التالي شعر بالهلع عندما أخذ ماونت جوي منه ألف جندي لتكملة جيش التاج في حملة التاج الشمالية، في وقت كان فيه تهديد حصول إنزال إسباني في الجنوب في أعلى مستوياته.
على الرغم من عدم ثقة إسكس به، بسبب تعاطفه مع عائلة سيسيلز -في عام 1598 شجع إسكس إرساله إلى أيرلندا، من أجل سحب نفوذه من المحكمة- رحب ماونت جوي بدعم كارو (الذي كان قد تجاوز سيده، إسكس). سعى سيسيل إلى استدعائه من الخدمة الأيرلندية، لغاياته السياسية الخاصة، وبدافع الصداقة بنفس القدر، وحاول التلاعب بمونت جوي للتوصية بذلك. لكن كارو بقي، وعلى الرغم من أنه فشل في اعتراض هيو رو أودونيل في مسيرة المتمردين الاستثنائية جنوبًا لتخفيف القوات الإسبانية في كينسالي في شتاء عام 1601، فقد قدم خدمة رائعة قبل وبعد معركة كينسالي، حيث داهم القلاع في المنطقة المحيطة من أجل إلغاء الميزة التي توقعها الإسبان عند وصولهم. في سياق هذه الحملة، دمر عنفه المتمردين والفلاحين، وكان سلوكه عديم الرحمة في حصار قلعة دانبوي، آخر مشاركة كبيرة له في مونستر خلال الحرب. وقعت مذبحة دورسي، التي تسمى أيضًا مذبحة جزيرة دورسي، في يونيو 1602 خلال حرب التسع سنوات في جزيرة دورسي قبالة شبه جزيرة بيرا في جنوب أيرلندا. وفقًا لفيليب أوسوليفان بير، قتلت مجموعة مؤلفة من نحو ثلاثمائة أيرلندي غيلي، بينهم رجال ونساء وأطفال مدنيون، على يد جنود إنجليز بقيادة جورج كارو. قتل الكثيرون خلال الهجوم لكن أولئك الذين استسلموا تم ربطهم وإلقائهم من المنحدرات.
أثبت كارو أنه لا يحظى بشعبية إلى جانب عناصر من النخبة الإنجليزية القديمة في أيرلندا، لا سيما بسبب معارضته القوية للامتيازات التي تتمتع بها الشركات المحلية بموجب الميثاق الملكي. عند وفاة إليزابيث الأولى، واجه بشكل غير متوقع اضطرابًا مدنيًا خطيرًا، عندما رفضت عدة مدن خاضعة لولايته إعلان جيمس الأول الملك الجديد. كانت دوافع هذه الاضطرابات غامضة، لكنها ربما جمعت بين الرغبة في مزيد من التسامح الديني والمطالبة بمزيد من الاعتراف باستقلالهم المدني. كانت الاضطرابات أكثر حدة بشكل خاص في كورك، حيث اندلعت أعمال شغب خطيرة. أجبر كارو على إرسال قوات لاستعادة النظام، وحاول لاحقًا، دون جدوى، محاكمة آباء مدينة كورك بتهمة الخيانة. يفسر سلوكه القاسي باهتمامه الشخصي بهذه المسألة حيث قيل إن حياة الليدي كارو قد تعرضت للتهديد أثناء أعمال الشغب، وأجبرت على اللجوء إلى قلعة شاندون.